# Mihai Eminescu

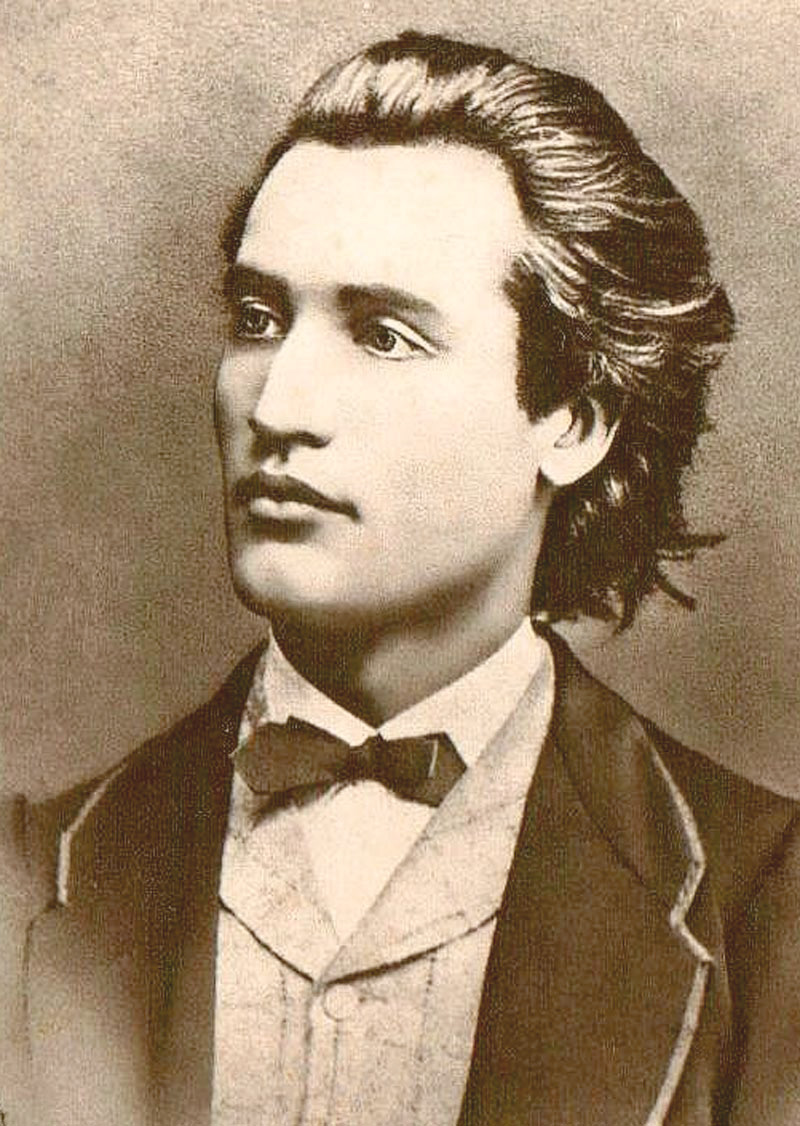
Mihai Eminescu (1869)

Mihai Eminescu (Botoșani, 15 januari 1850 - Boekarest, 15 juni 1889) was een bekend Roemeens dichter.
Eminescu beschreef in een romantische stijl het gevoel van Roemenië. Volgens de Roemenen heeft zijn filosofische diepgang, zijn diepe ernst en de liefde voor zijn land hem tot de bekendste dichter van Roemenië gemaakt. Beroemde werken van hem zijn onder andere Luceafărul, Odă în metru antic en 5 Scrisori (5 brieven). Ook was Eminescu actief in de Junimea, een literaire genootschap, en leverde hij als journalist en hoofdredacteur politieke en culturele bijdragen aan Timpul (de Tijd), de officiële krant van de Partidul Conservator.

## Leven
Eminescu werd geboren in Botoșani in het toenmalige Vorstendom Moldavië, het huidige Roemenië. Zijn vader (Gheorghe Eminovici) was afkomstig uit Călinești, een dorp in Suceava (toen nog Oostenrijks). Hij was getrouwd met Raluca Iurăscu, een erfgename van een oude aristocratische Moldavische familie. Mihai had negen broers en zussen.
Van 1868 tot 1874 studeerde hij filosofie en rechten in Wenen en Berlijn. Daar leerde hij de Oostenrijkse dichter Veronica Micle kennen. De rest van zijn leven zou hij met haar een liefdesrelatie onderhouden hoewel zij nooit trouwden. Daarna werkte hij onder andere als bibliothecaris, souffleur in een theater, schoolinspecteur en redacteur bij de krant 'Curierul de Iași'. Tegelijkertijd publiceerde hij onder andere poezie in het tijdschrift 'Convorbiri literare' ('Literaire gesprekken') van de Junemea een culturele beweging waar hij lid van was.
De Junimea beweging ontstond in een tijd van toenemende invloed van het Westen na de val van het Ottomaanse rijk. Grote gebeurtenissen tijdens zijn leven waren onder andere de Roemeense onafhankelijkheidsoorlog, het congres van Berlijn en het uitroepen van het koninkrijk Roemenië. De Junimea geloofden in het slechts geleidelijk overnemen van de Westerse cultuur met behoud van de eigen Roemeense identiteit. Anders zouden die waarden slechts een 'vorm zonder inhoud' of imitatiecultuur worden. De basis voor de Roemeense identiteit lag voor hen in het harde leven op het platte land waar 90 procent van de bevolking toen leefde. Deze achtergrond en de invloedrijke Roemeense schrijvers waar hij daardoor mee in contact kwam hadden grote invloed op zijn werk.
In 1877 verhuisde hij naar Boekarest waar hij journalist en redacteur werd van de Timpul (de Tijd), de officiële krant van de Conservatieve Partij van Roemenië. Vanaf dat moment schreef hij zijn grootste werken waaronder 'Luceafarul' in 1883. Datzelfde jaar speelde zijn zwakke gezondheid op en had hij een eerste zenuwinzinking. Hij bleef zoveel mogelijk literair actief maar in 1886 verslechterde zijn gezondheid verder. Op 15 juni 1889 overleed hij in het sanatorium 'Caritatea'. Bij zijn begrafenis waren onder andere de eerste minister Lascăr Catargiu, Titu Maiorescu, Mihail Kogălniceanu en Roemeense grootheden als Theodor Rosetti en August Laurian aanwezig.
Een bekende tijdgenoot en eveneens groot Roemeens schrijver Ion Caragiale beschreef hem als volgt:
"Ik heb hem zo leren kennen en zo is hij is tot op zijn laatste goede momenten gebleven: opgewekt en chagerijnig, communicatief en nors, zachtaardig en hard, tevreden met niets en altijd ontevreden over alles. Soms de onthouding van een kluizenaar, dan weer de zucht naar de genoegens des levens. Vluchtend voor mensen om hen daarna weer op te zoeken. Onvoorzichtig als een stoicijnse oude man en snel geprikkeld als een nerveus meisje. Een vreemde combinatie! - Gelukkig als artiest, ongelukkig als mens!".

## Werken
De Roemeense historicus Nicolae Iorga ziet Eminescu als de vader van de moderne Roemeense taal. Eminescu wordt vaak beschouwd als grootste Roemeense dichter ooit.

### De dichter
In zijn latere poëzie blikt de dichter nostalgisch terug op zijn onbezorgde jeugdjaren.
Eminescu werd beïnvloed door het werk van Arthur Schopenhauer, en sommigen denken dat zijn beroemdste gedicht, "Luceafărul" op het ouder Duits werk van Katha Upanishad gebaseerd is. De gedichten van Eminescu zijn vertaald in meer dan zestig talen. Zijn leven, werk en poëzie hebben een sterke invloed gehad op de Roemeense cultuur.
Zijn bekendste en belangrijkste gedichten zijn:
- Doina
- Lacul (Het meer)
- Luceafărul (Lucifer of De Ochtendster)
- Floare albastră (Blauwe Bloem)
- Dorința (Verlangen)
- Sara pe deal (Avond op de heuvel)
- O, rămâi (blijf!)
- Epigonii
- Scrisori (Brieven)
- Și dacă (En als)
- Odă (în metru antic)
- Mai am un singur dor( ik heb nog een laatste wens)

### De verhalenverteller
Proza
- Făt-Frumos din lacrimi
- Geniu pustiu( lege Genie)
- Sărmanul Dionis (Arme Dionis)
- Cezara

## Trivia
- Vanaf 1991 stond de afbeelding van Mihai Eminescu op het bankbiljet van 1000 (oude) Roemeense leu. Sinds de omschakeling naar de nieuwe lei staat Eminescu afgebeeld op het biljet van 500 leu.
- De Roemeens-Zwitserse schrijfster, dichteres en vertaalster Annie Bentoiu (1927-2015) vertaalde zijn werken in het Frans.[3]